# Rio Dourado
Le rio Dourado, ou Dourado, est une rivière brésilienne de l'État du Rio Grande do Sul et un affluent gauche de l'Uruguay. Son Bassin hydrographique est de 6,33 km2.
Il prend sa source au nord d'Erechim.